# 海南雜著
《海南雜著》，是清朝道光年間的台灣文人蔡廷蘭所著遊記，也是澎湖人所著的第一本外國遊記。雖然該書篇幅非長，但詳細地描寫了越南明命帝統治時期的風土人情，文中也記載了清代閩台人士對媽祖的信仰，具有很高的史料價值。全書內容分為三篇，即「滄溟紀險」、「炎荒紀程」、「越南紀略」。

## 內容

### 滄溟紀險
蔡廷蘭為台灣的秀才（廩膳生員），於道光十五年秋天渡海前往福建參加鄉試。後來，他與弟弟蔡廷陽乘船回程台灣，期間海面情況「浪愈高而颶風作矣」，當時「海水沸騰，舟傾側欲覆。餘身在艙內，左右旋轉，不容坐臥」、「忽然一聲巨浪，撼船頭如崩崖墜石，舟沒入水，半瞬始起」，可見遭遇颱風時的驚險萬狀。其後，船隊經漂流後，水情恢復安全，當他們看見經過的漁艇問路時，才知道自己竟然一路漂流到安南國（越南阮朝）的廣義省菜芹汛出海口中，其時大約已是道光十五年十月十一日夜。

### 炎荒紀程
十月十三日，蔡廷蘭上岸後受到汛官盤問，他記錄當時阮朝官員「烏縐綢纏頭，穿窄袖黑衣、紅綾褲，赤兩腳」，通過能聽懂閩語的通言沈亮翻譯後，汛官便發給蔡廷蘭牌照，允許他們上岸休息。十五日，船主攜帶船中的姜、面、煙、茶贈送給當地的備御官，蔡廷蘭也贈以筆墨，守御官大喜並急撰文書馳報省堂官，又借支生活費米一方、錢一貫給船隊一行。十六日午後，蔡廷蘭以筆談向當地布政官阮帛、按察官鄧金鑒描述情況後，官員安排福建幫長鄭金照顧安置他們，另外發給了生活費若干，聽侯明命帝的安排。
蔡廷蘭在遊歷中記載越南廣義省「兩旁植波羅密，十步一株，枝葉交橫，繁陰滿地；清風颯颯，襟袖皆涼。遠望平疇千頃，禾稻油油。人家四圍修竹，多甘蕉、檳榔，風景絕類台灣」，而當地越南人對中國人十分熱情，他們都稱呼中國人為「唐人」或「天朝人」。進入省城後，越南人「觀者載道」、「近城官吏及紳士絡繹來訪者以百計...索句丐書，不堪其擾」，期間蔡廷蘭拜會了大量當地的文人墨客、各級官員，如潘清簡、裴有直、阮仕龍、陳興道、黎朝貴、範華程等，還有諸如林遜等當地華僑。
十一月初五日，明命帝發旨意「該名系文學出身，不幸偶遭風難，盤纏罄盡，殊為可軫。業經該省給發錢、米外，著加恩增賞錢五十貫、米二十方，俾有資度，用示軫念天朝難生至意。其船人亦按名月給米一方」，蔡廷蘭等拜謝，自此其生活開支用度不再成問題。阮朝本來想安排船隊一行隨貢使一起回國，但蔡廷蘭心急回台侍奉母親，堅決要求陸路回國，最終得到阮朝政府的同意，並額外取得白銀十兩資助。船隊一行預備離開廣義省，越南人鄧泫然哭著說「足下歸固善，第此後天涯南北，何時再見？」，蔡廷蘭在廣義結識了很多好友，亦悲不自勝，最終在二十一日與「諸同鄉擁送至溪邊，灑淚而別」，正式開始北上起行。
經過達嶺巔和海山關後，蔡廷蘭在十一月三十日正式抵達富春城（順化），他記錄順化「城以磚築，甚堅致；高丈餘，周四、五里，建八門，城樓狹小。城上相去二百餘步」，城內「闤闠甚嘩，貨物豐備，人煙稠密，廬舍整齊」。他們又前往了城北的新庯，在當地渡過了越南的除夕，當地人「換桃符、放爆竹，如中國送臘迎年故事」、「丁街亥市，番舞夷歌，歡聲動地」。道光十六年正月初一日（越南明命十七年），蔡廷蘭會見東閣大學士關仁甫、戶部郎中阮若水討論行禮的事宜，并趁機參觀了順化皇城，他記「其王宮在東南隅，面印山（山形如印，在城外，上有山川、社稷壇），規制壯麗，樓閣亭台俱極土木之勝。殿脊安黃金葫蘆，光彩耀目」、「北為左右將軍府，貯大炮藥彈十六間。宮外環高牆，牆上四隅設炮台，置紅衣大炮」。同時，順化的越南人像廣義省的一樣熱情，當時「聞者群以余中國士，相率來觀，室幾滿，不辨誰何貴賤」。
一月初十日，蔡廷蘭又沿溪走水路到廣治省，會見了當地巡撫官何登科，期間發生了蔡廷蘭上門拜見，撞見何登科正在袒衣捫虱，不及迎接的事。十三日，抵達廣平省，暫住庯長洪謹家，廷蘭與當地布政官吳養浩呼酒即席，以詩唱和，慶祝元宵，並彼此交換文學、治政心得，離開時二人「淚數行下，握手出關」，庯長洪謹亦「各攜藥物追贈，遠送五里外泣別」。經過橫山關後，他們在一月二十日到達河靜省城，二十二日抵達安河城，他記「廣平至又安四百里間...或數十里斷絕人煙，蕪穢藏奸盜，行人戒備。客舍多以蠱藥害人」，期間他會見了阮朝宗室的河靜總督。二十六日，到達清華城，寄宿在沈壬家，與當地官員多有酬應，他記當地「清華多阮姓，恃貴室難治，故以親屬總督官制之」。
二月初二日，蔡廷蘭一行臨近河內，記「過常信以北，沃野良田，民頗豐裕，屋宇漸華」，期間會晤了廣東廣州人儒士陳如琛、陳輝光、黃壁光等，他們皆說「東京地大物饒，城池鞏固，市井繁華，珍寶之利甲越南，又多衣冠勝跡，不可不一寓目」。隨後，蔡廷蘭受邀參觀黎氏故宮（昇龍皇城），記「畫棟雕甍，重樓複閣，歷歷煙草中」，他們又去了徵氏姐妹的廟宇、天使館、當地廛肆等。逗留到二月十日後起行離開，當地廣東、福建籍華僑多餞席送行，並贈銀兩錢幣等，但蔡廷蘭只收取了藥物，其餘皆婉拒辭謝。經過鬼門關後，蔡廷蘭看見了馬援留下的銅柱，稱其「高丈餘，大過十圍，望之與石同色，鳥糞堆積；土人言，常有奇禽宿其上」。十七日，抵諒山省，他記當地「空山幽谷，蠶叢未闢，人跡不經，常患奸匪。又有石山，崢嶸突屼，聳入重霄。煙瘴封埋，竟日不散」，期間與巡撫官陳文恂相處甚善。陳文恂派書吏段文忠領著蔡廷蘭一行遊山玩水，他們前往了飛來山、洞中三教堂、大青洞等，記「洞口磚砌高垣，三扉並豁。進二十餘步，殿宇天成，方廣盈畝。四面空竅玲瓏，色滑潤若羊脂」、「聳身而入，境界宏開。內一生成大士像，寶相莊嚴，身手面目無少異」。二十四日，蔡廷蘭隨行致祭當地文廟，記「官屬及諸生皆袍笏衣冠行禮...自廟庭以外，東西分四行，用健卒執干環立，門外燒火龍二條」。三十日，送別諸人繼續起行，到達文淵州。
三月後，蔡廷蘭與當地官員宴別，初五日通過南關（今友誼關），同日正式回到中國地界，蔡廷蘭感慨道「自是，出異域而入中土矣。然回思越南諸官及流寓諸君殷殷之意，未嘗不感極欲涕也」。隨後，蔡廷蘭一行穿越寧明州、太平府、南寧府、潯州、藤縣、梧州府、肇慶府、博羅縣、永定縣、南靖縣、漳州府，直至五月初二日從廈門登海舟，初八日返回澎湖，與弟弟蔡廷陽侍母於堂下，當時「驚喜交集，涕泗汍瀾，回憶曩昔，誠不啻再生焉」。據其個人統計，自乙未十二月二十一日由廣義啟程，至丙申四月二十日抵廈門，陸行總計四十二日，走過三千三百里。

### 越南紀略
越南紀略的篇幅主要在回顧越南北屬時期到走向獨立成國的歷史、朝章典故、風俗民情、人民的食衣住行等。蔡廷蘭提到了越南鄭阮紛爭時期曾經的分裂局面，稱「在古日南地者曰廣南，稱西京；在古交趾地者曰安南，稱東京；今合為一國焉」，又提到嘉隆帝和西山朝的抗爭。他又記「我朝康熙五年，封黎維禧為安南國王。乾隆五十四年，黎氏失國，封阮光年為安南國王。嘉慶七年，改封越南國王，遂改安南為越南。史冊所載，班班可考，何敢贅述。廷蘭聞諸道路者皆近事，不能詳考其實，與所目睹者，姑書之以供海外之談」，顯示經過越南漂流的旅程後，蔡廷蘭已成為其時中國比較了解越南歷史、時政的人物。
本文也詳細地記錄了阮朝的朝章典故，蔡廷蘭記當時「其內外文職，品級名號，皆仿天朝官制。前所授官，皆書吏出身，由書吏未入流遇缺以次遞升；今則重科目。科場例三年一試，命督學官出典試事。各省童生赴省垣試文藝、經策、詩賦，佳者取中舉人，合式者取進秀才。秀才四十歲選授教職，舉人選授知縣；未出仕者應會試，中式進士。殿試，王親點翰林部屬，並知縣即用，無及第名色。其武職仍國舊制，不設武科。居官俸薄，治獄訟不敢通賄賂，犯者法綦重；雖布、按大僚，無數百金之積。平日不冠履，赤腳；臨民、見國王亦如是。有功者賜帶履，上殿許穿缺後朱履（俗名淺拖）。惟大祭祀，始按品級服章服，袍笏靴帽，悉如漢制」。
阮朝官員出行上，蔡廷蘭記「出入張青油蓋（以大雨傘作蓋），不分彩色；有功加賜一蓋，以擁蓋多者為榮。坐輞子，不論尊卑，俱兩人肩抬（輞子即肩輿，用竹杖一條，下以絲網一幅，兩端施橫木維之，懸於杖之前後，以竹葉編成如龜殼狀蓋其上，兩旁垂蒲席作障。將坐時，揭起蒲席，從旁投入，仰臥其中。官則用木杖，飾以朱漆。其絲網，三品以上用紅色，餘皆藍黑色）。前導用健卒十餘人，各持槍子、木杖、佩刀、藤條數對而已」。室內的座位上，越南人「大小官署皆不置椅棹，堂中設一低床，南向，尊者所坐；左右各設一床，東西向，左為主、右為賓，從漢制；尚有同床坐，則尊者在外，卑者以次在內」。
民情風俗上，蔡廷蘭記越南人「男子游賭安閒，室中坐食，家事聽其妻」、「男女婚娶，聘金無定數，至期，婿同媒妁詣婦家引婦歸；兩家隨行皆婦人，無燈彩音樂。若婦棄其夫，還其聘金而歸。女好納唐人為婿，呼唐人為叔。俗例：女子均分家產。」。而越南民居多草屋，房前種竹為障門，因為磚瓦石灰在越南都很昂貴。越南人飲食時，喜好把食物放置在一銅盤，酒醇冷酌，又以豬牛魚肉喜半生熟為鮮美，又會隨切生菜、夾雜生草和咸魚汁啖之。進食完後，以手洗面，並飲苦沚的順化茶一簋，非正餐時「常啖檳榔」，還喜歡「紙條卷煙草葉燃火吸之」。蔡廷蘭認為越南三十二省中，只有「河內、嘉定二省地面闊大，物產尤豐（河內裕珍寶器用、嘉定裕米榖糖油）」，否則物產所出和中國一個州郡沒有什麼分別。
蔡廷蘭也提到越南傳統的嘲劇和㗰劇，書中記「嘗道出常信府，見逆旅主人畜孌童、韶女一部，能演雜劇。同舍客醵錢二貫，邀賞其技。劇兒以朱墨塗面，著窄袖短衣襪而不履，跳躍盤旋，作天魔舞，舒拳踢腳，撫髀拍張，聽鳴金為度。又易素面，著錦襖，扮蜀先主別徐元直故事，促節曼聲，嗚嗚欲絕；劇師或吹笛、彈胡琴、擊鼓節曲。俄而四女子並肩出，纖腰細步，聯臂踏歌，姿致殊妖媚。歌罷，膜拜作謝」。當他在諒山時，也曾觀賞「一老嫗彈嘴琴狀如俗之月琴，而柄甚長，有四弦，聲微韻遠，二女子炫妝出度曲，亙唱低吟，餘音淒咽。每一曲終，輒對語喃喃，不可曉。又能作婆舞，進退輕盈，嬌轉欲墜。眾擲以金錢，則秋波流睇，含笑嫣然。異方之俗，亦別具一娑種風情，人多邀以侑酒；有一、二能唱中國歌曲者，尤人所艷好」。
蔡廷蘭對明命帝的品德和治理大加讚揚，他記「今國王敬事天朝，深明治體，尤通書史（頒刻自制詩文集），崇儒術（大官多用科甲），事母以孝聞，積財賄（庫藏金銀皆滿），善貨殖，通販四方，凡國中所無者悉羅致之，即一藝必傳其術。衣服雖從前制，而法度悉遵中國（如設官、校士、書文、律例，與中國無異）」，又記當時越南皇帝出行「其王正月出游一、二次，或坐輿輦，Z或乘馬、騎象，冠服麗都、儀仗美盛，從甲士千人。所過市肆，家列香案接駕，各賜錢三貫以示優典。無事則常處宮中」。文中也指出當時明命帝「尤嚴禁鴉片煙，賣者與食者俱置死罪，家產沒官」，外人上船時阮朝官吏會「複熟驗艙中無違禁物鴉片煙及軍器禁最嚴，搜獲以洋匪論決斬」。